# Байрак (парк-пам'ятка садово-паркового мистецтва)
Байра́к — парк-пам'ятка садово-паркового мистецтва загальнодержавного значення в Україні. Об'єкт природно-заповідного фонду Волинської області.
Розташований у межах Луцького району Волинської області, при західній околиці смт Рокині.
Площа 13 га. Статус надано згідно з Указом Президента України від 20.08.1996 року № 715/96. Перебуває у віданні Музею історії сільського господарства Волині.
Статус надано для збереження мальовничого парку, в якому зростають близько 150 видів рідкісних та екзотичних порід дерев і чагарників: тюльпанне дерево американське, сосна кримська, сосна веймутова, катальпа бігнонієподібна, аморфа кущова, айлант високий, кедр сибірський, кедр європейський, тис ягідний. Також у парку зростає рідкісний вид орхідей, занесений до Червоної книги України - коручка чемерникоподібна. Парк розташований на березі ставу при річці Серна.

## Галерея

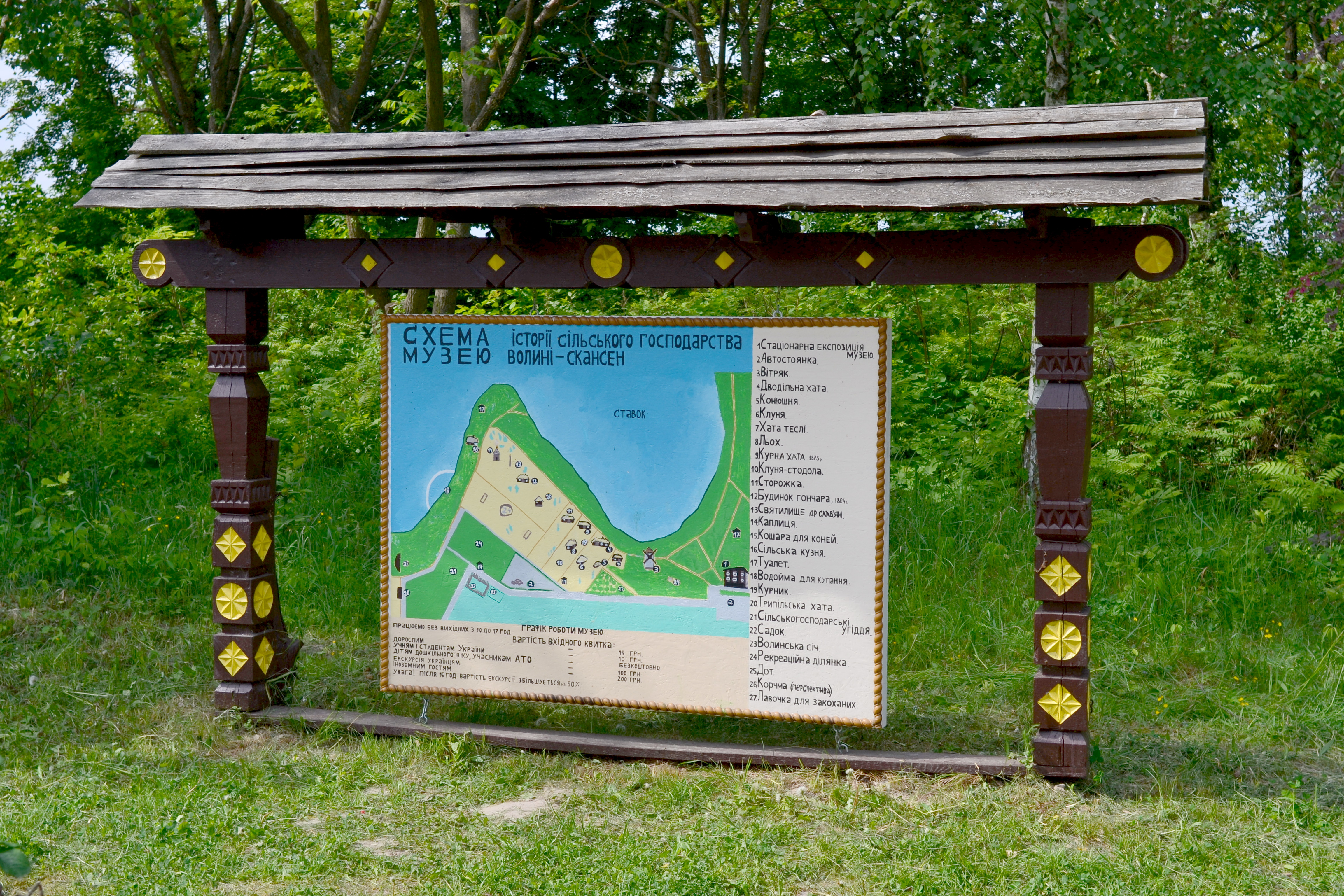
Інформаційна таблиця біля центрального входу
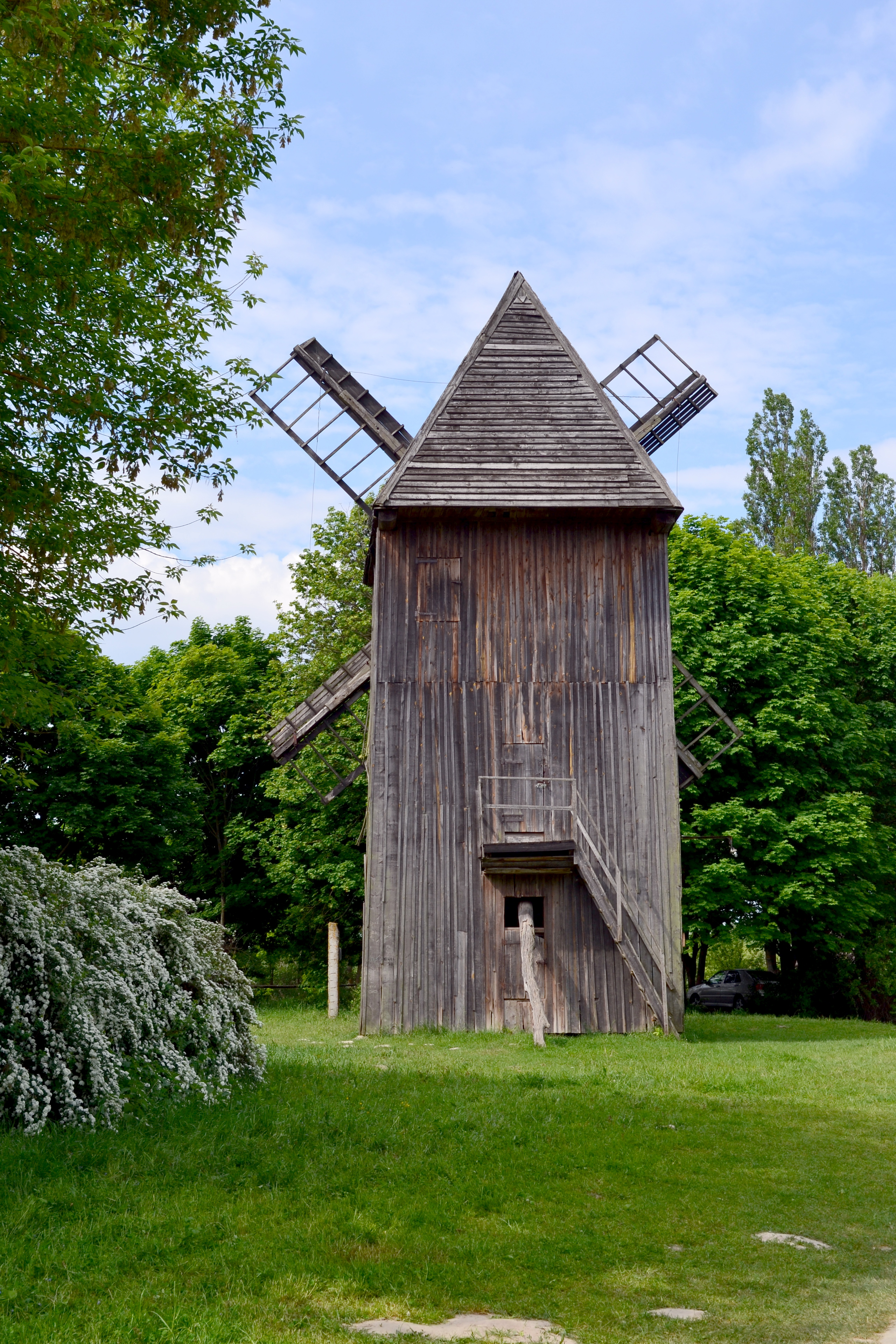
Млин
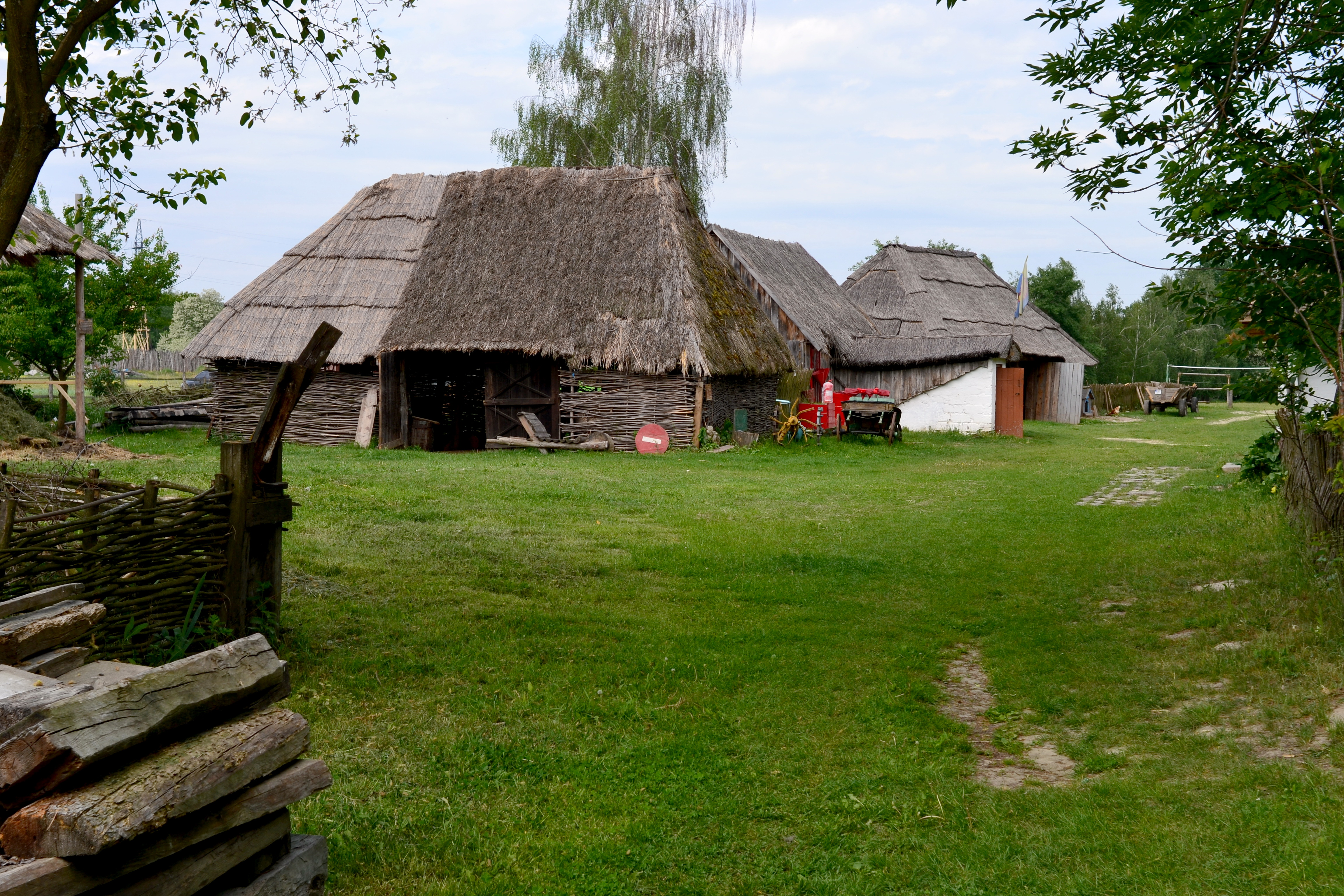
Сільська вулиця
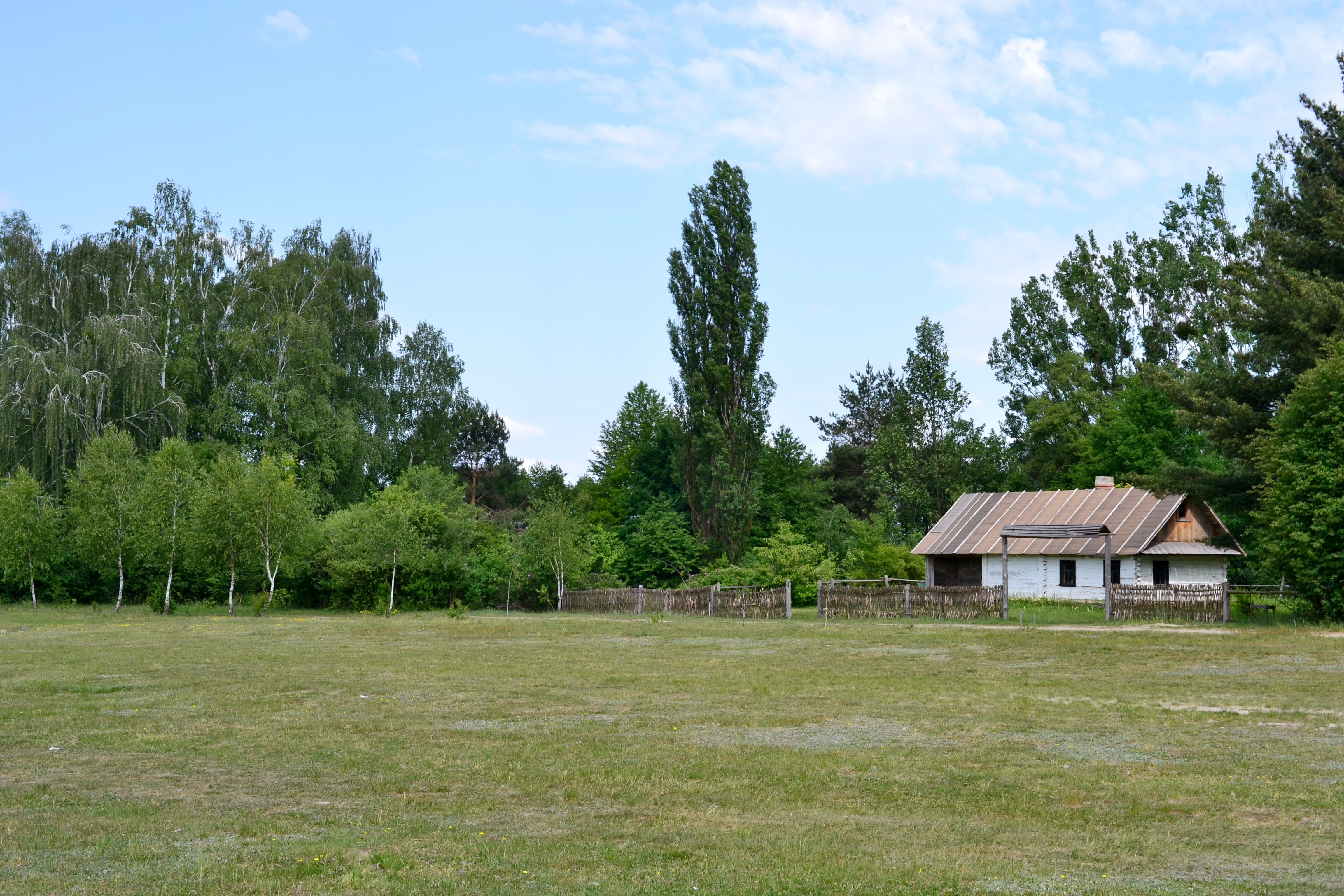
Хата гончара
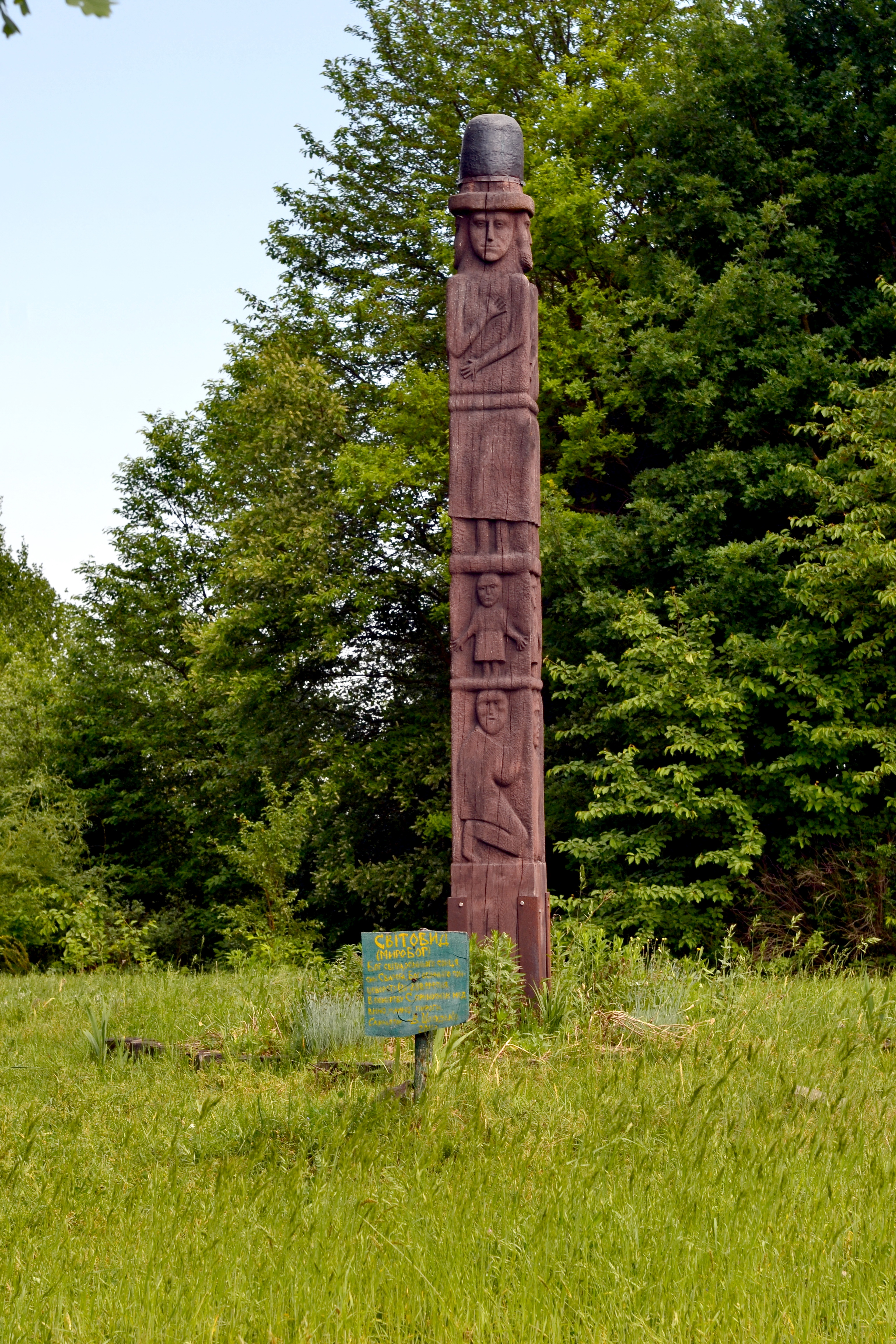
Світовид
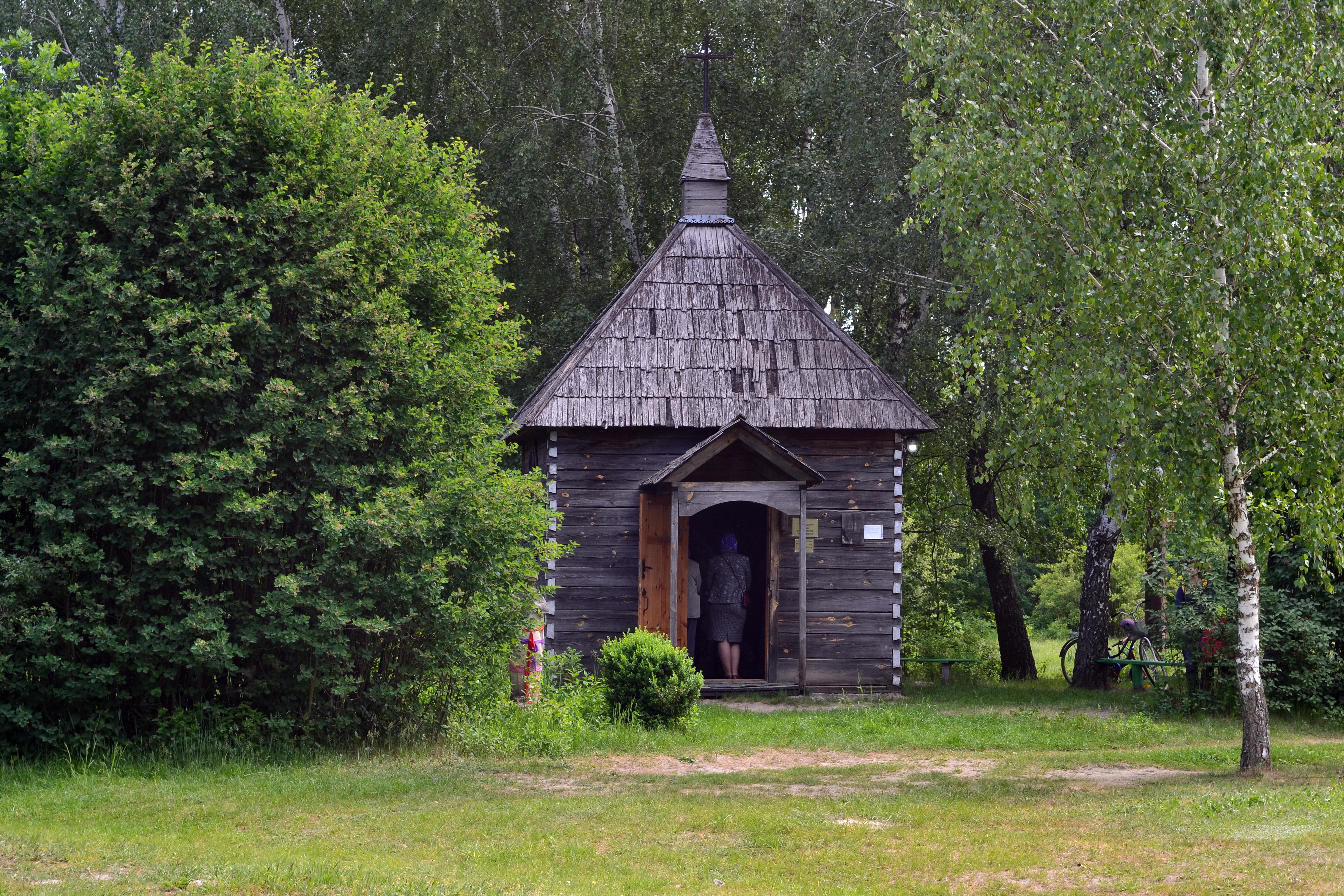
Церква Вознесіння Господнього
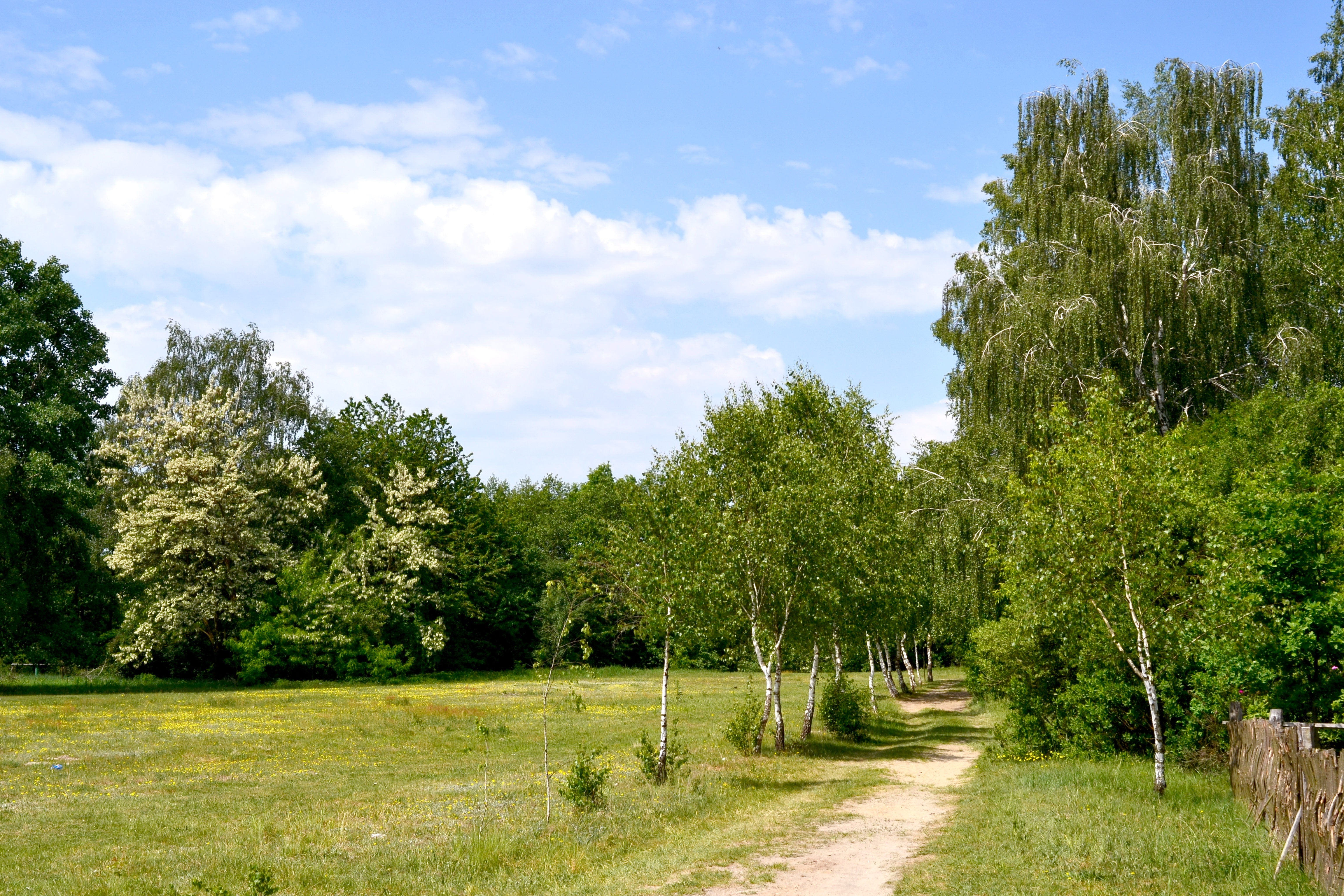
Вигляд від трипільської хати
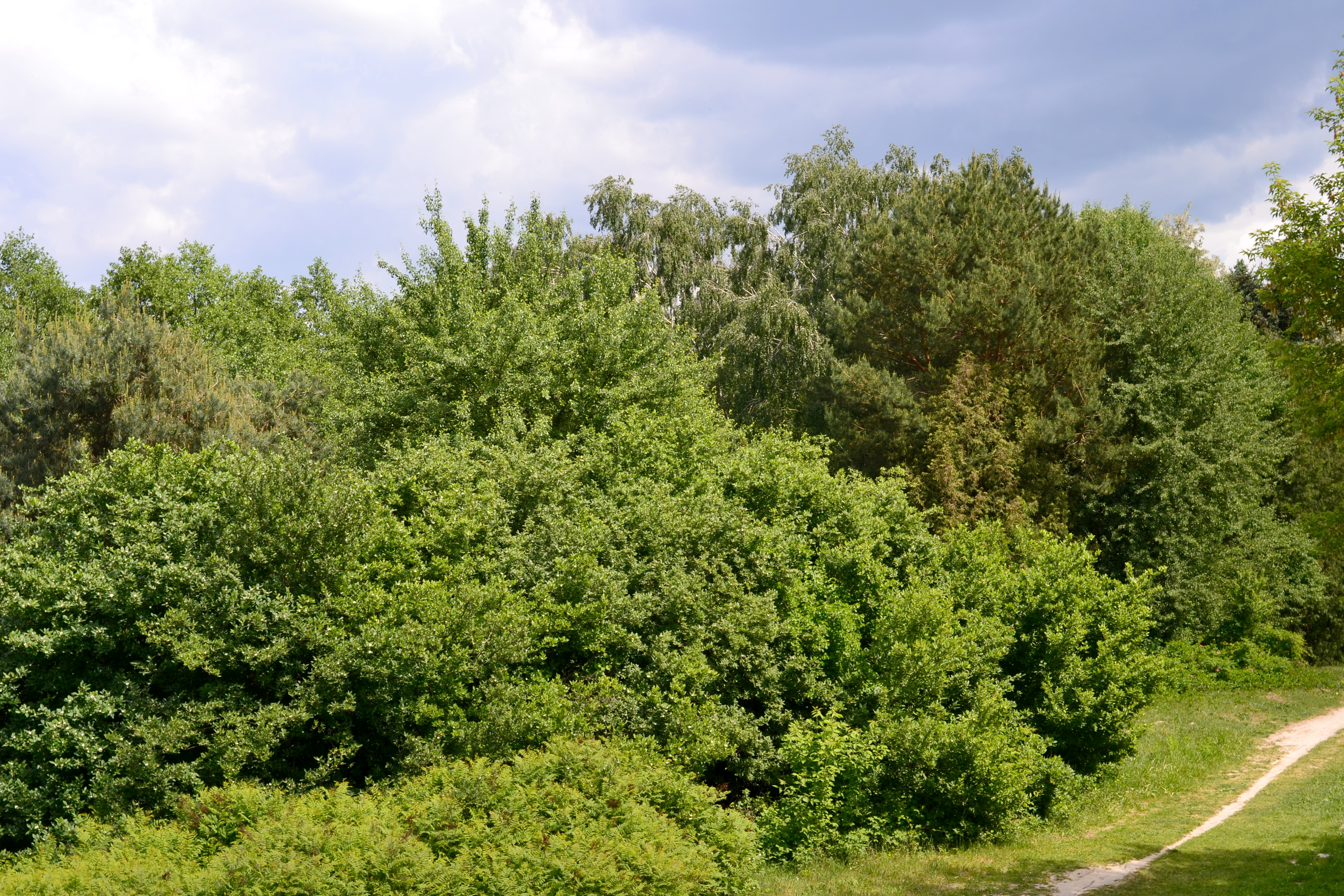
Вигляд від млина
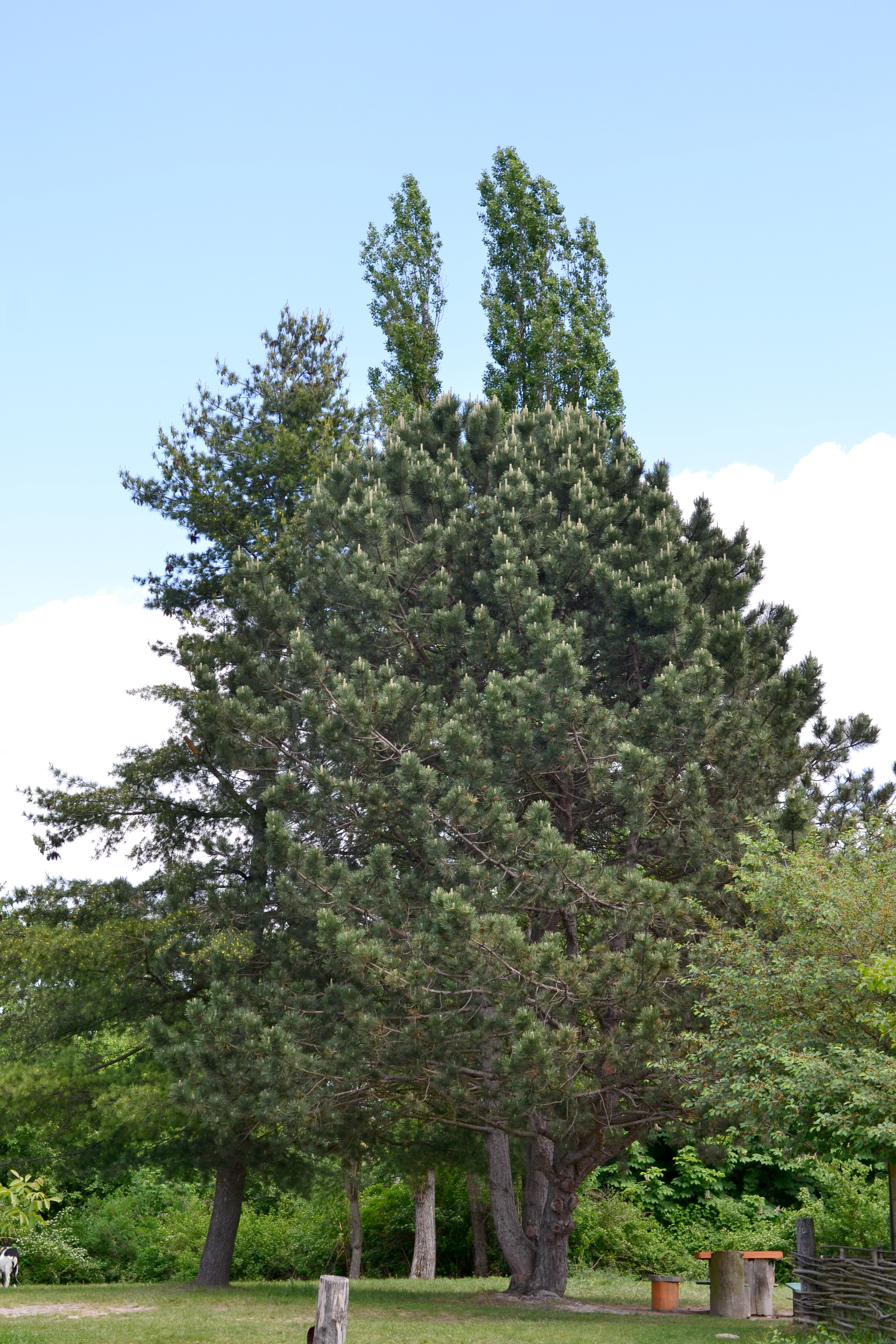
Сосна європейська і Сосна Веймутова
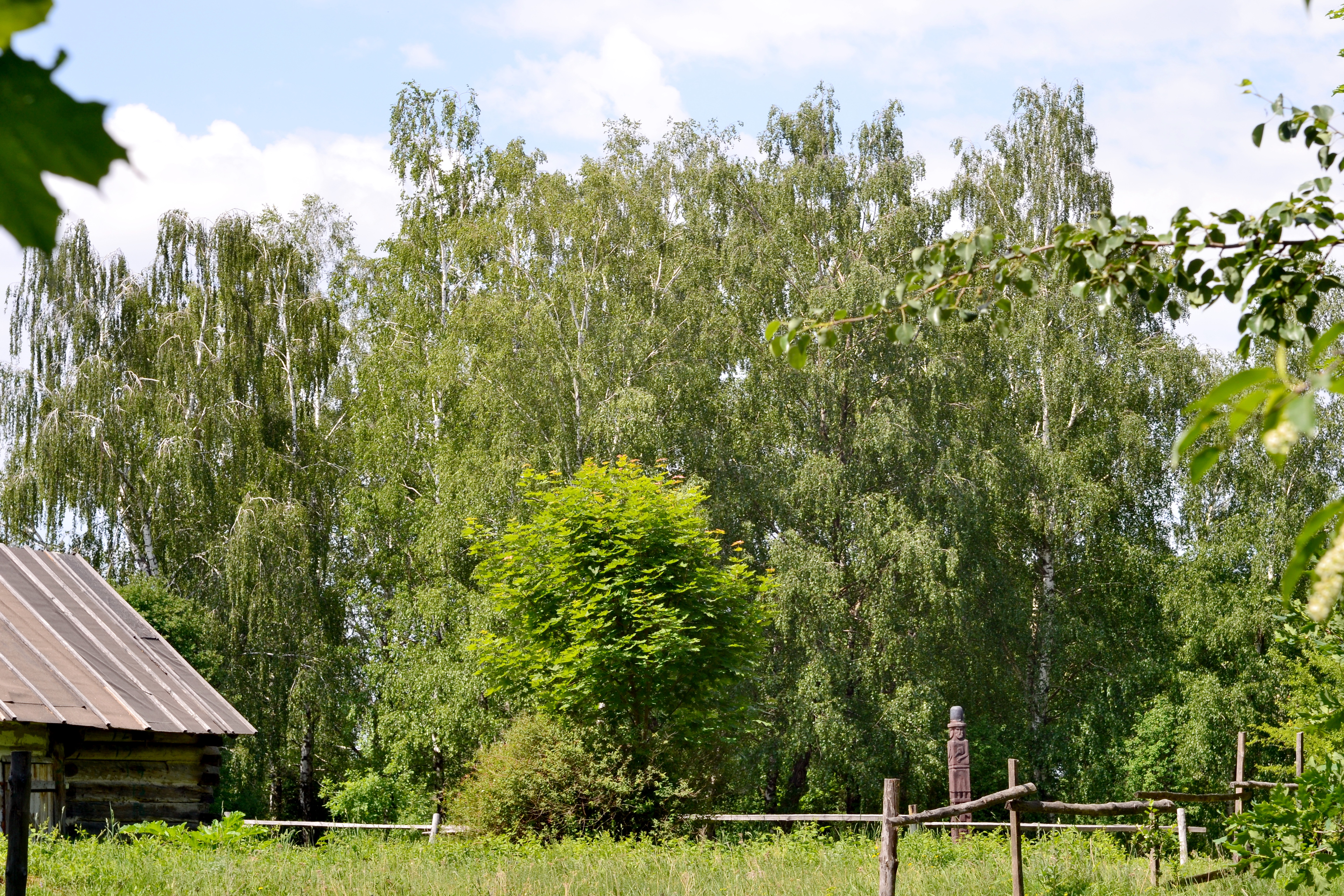
Вигляд від хати гончара